# Elin (abbedissa)
Elin var en svensk nunna. Hon var abbedissa i Sko kloster i Uppland. 
Elin sålde den 4 augusti 1277 gården Spelvik i Spelviks socken i Södermanland, en donation från Margareta Ragnvaldsdotter, till biskop Anund i Strängnäs. Hon kallade sig "abbatissa miseratione divina" liksom ärkebiskoparna i Uppsala ofta kallade sig "med Guds barmhertighet".